# میگوئل پاردزا
میگوئل پاردزا (انگلیسی: Miguel Pardeza؛ زادهٔ ۸ فوریهٔ ۱۹۶۵) یک بازیکن فوتبال اهل اسپانیا است.
از باشگاه‌هایی که در آن بازی کرده‌است می‌توان به باشگاه فوتبال رئال ساراگوسا، باشگاه فوتبال رئال مادرید، رئال مادرید کاستیا، تیم ملی فوتبال زیر ۲۳ سال اسپانیا و تیم ملی فوتبال اسپانیا اشاره کرد.